# Kökarał
Kökarał, także Kokarał, Kok-Arał, Kugarał (kaz. Көкарал, dosł. "Zielona Wyspa"; ros. Кокарал) – niegdyś wyspa, od 1973 półwysep, a od 1987 przesmyk w północnej części Jeziora Aralskiego, na terytorium Kazachstanu. Najwyżej położony punkt położony jest 163 m n.p.m. W 1960 (tj. przed początkiem katastrofalnej fazy wysychania Jeziora) powierzchnia wyspy wynosiła ok. 273 km², a na północnym jej brzegu położone były rybackie wsie Kökarał, Auan i Akbasty.
W miarę wysychania Jeziora Aralskiego wyspa połączyła się z lądem stałym najpierw na zachodzie (około 1973), zamieniając się w półwysep; połączenie wschodniego końca półwyspu z przybliżającym się brzegiem (w zwężającej się cieśninie Berg) nastąpiło kilkanaście lat później. Powstały przesmyk lądowy podzielił de facto jezioro na część północną (zwaną Jeziorem Północnoaralskim lub Małym) i południową, a wpływające ze wschodu do północnej części jeziora wody Syr-darii częściowo przenikały przez przesmyk na południe; w efekcie poziom wody obniżał się w obu częściach jeziora. Aby temu procesowi zapobiec i podjąć próbę odtworzenia rybołówstwa przynajmniej na części dawnego akwenu jeziora, już w 1992 usypano w poprzek dawnej cieśniny Tamę Kökarał; była ona jednak zbyt słaba, by przetrwać dłużej niż rok. W latach 1996–1997 wybudowano nową Tamę Kökarał, ale i ona przetrwała krótko, tylko do wiosny 1999. Trwałą konstrukcję z użyciem betonu wybudowano w latach 2001–2005. Od tego czasu obserwowane jest podnoszenie się poziomu wody w Jeziorze Północnoaralskim.